# Artemisia anomala
Artemisia anomala — вид квіткових рослин з родини айстрових (Asteraceae). Поширення: південний Китай, Тайвань. Населяє лісові узлісся, узбіччя доріг, каньйони, береги річок, чагарники, схили.

## Біоморфологічна характеристика
Це багаторічна трав'яниста рослина заввишки 80–150 см, ± запушена або ± гола. Нижнє та середнє стеблове листя на ніжці 2–5 мм; листова пластинка яйцеподібна, яйцеподібно-еліптична, яйцеподібно-ланцетна, еліптично-ланцетна або ланцетна, 9–22 × 2.5–4(5.5) см, знизу сіро повстяна або ± гола, зверху ± гола, цілокрая, рідко нерівномірно неглибоко лопатева або трищілинова на верхівці. Найбільш верхнє листя та листоподібні приквітки сидячі, еліптичні або еліптично-ланцетні. Синцвіття — ± вузька волоть, іноді з додатковими волотями від верхніх вузлів, що утворюють широку конічну складну волоть. Квіткові голови майже сидячі, дуже щільно розташовані. Обгортка довгаста або оберненояйцеподібна, 2–2.5 мм у діаметрі; філарії голі. Крайових жіночих квіточок 4–6. Дискових квіточок 6–8, двостатеві. Сім'янка оберненояйцеподібна або оберненояйцеподібно-довгаста. Цвітіння та плодіння: червень — листопад.